# Callia bella
Callia bella là một loài bọ cánh cứng trong họ Cerambycidae.